# معیار اطلاعاتی آکائیکه
معیار اطلاعاتی آکائیکه (به انگلیسی: Akaike information criterion، یا به طور مخفف AIC) معیاری برای سنجش نیکویی برازش است. این معیار بر اساس مفهوم انتروپی بنا شده‌است و نشان می‌دهد که استفاده از یک مدل آماری به چه میزان باعث از دست رفتن اطلاعات می‌شود. به عبارت دیگر، این معیار تعادلی میان دقت مدل و پیچیدگی آن برقرار می‌کند. این معیار توسط هیروتسوگو آکائیکه برای انتخاب بهترین مدل آماری پیشنهاد شد.
با توجه به داده‌ها، چند مدل رقیب ممکن است با توجه به مقدار AIC رتبه بندی شوند و مدل دارای کمترین AIC بهترین است. از مقدار AIC می‌توان استنباط نمود که به عنوان مثال سه مدل بهتر وضعیت نسبتاً یکسانی دارند و بقیه مدل‌ها به مراتب بدتر هستند، اما معیاری برای انتخاب مقدار آستانه‌ای برای AIC که بتوان مدلی را به واسطه داشتن AIC بزرگتر از این مقدار رد کرد وجود ندارد.

## تعریف
در حالت کلی ، AIC برابر است با:
{\displaystyle {\mathit {AIC}}=2k-2\ln(L)\,}
که k تعداد پارامترهای مدل آماری است و L مقدار حداکثر تابع درستنمایی برای مدل برآورد شده است.

## AIC تصحیح شده
با تصحیح مرتبه دو AIC برای نمونه‌های با تعداد کمتر AICc به دست می‌آید:
{\displaystyle AICc=AIC+{\frac {2k(k+1)}{n-k-1}}}
از آنجایی که برای نمونه‌های با تعداد زیاد AICc به AIC همگرا می‌شود، همیشه باید AICc را به جای AIC بکار برد.